# 瑞穂市牛牧南部コミュニティセンターつどいの泉
瑞穂市牛牧南部コミュニティセンターつどいの泉（みずほしうしきなんぶコミュニティセンターつどいのいずみ）とは、岐阜県瑞穂市にある公共施設（コミュニティセンター）。

## 概要
- 本巣郡穂積町によって整備されたコミュニティセンターである。2002年（平成14年）8月に開館。2003年（平成15年）5月1日に穂積町と巣南町の合併で瑞穂市発足により瑞穂市南部コミュニティセンターつどいの泉となる。
- 交流活動、生涯学習の場として使用される。非常時には瑞穂市内のコミュニティセンター（牛牧北部防災コミュニティセンター、本田コミュニティセンター）と同様、避難所及び防災備蓄機能を持たせた拠点施設として機能する。
- 瑞穂市立牛牧小学校の南に隣接する。

## 施設概要
- 集会室
- プレイルーム
- トレーニングルーム
- 歩行者用温水プール
- 幼児用プール　※屋外に設置。7・8月のみ利用可能

## 利用案内
- 利用時間：9：00～21：30
- 休館日：第3月曜日（月曜日が休日の場合は火曜日）。年末年始（12月29日～1月3日）

※集会室、プレイルーム、トレーニングルーム、歩行者用温水プールは有料
※トレーニングルーム、歩行者用温水プール、幼児用プールは利用時間が異なる

## 交通アクセス

### 公共交通機関
- みずほバス牛牧・穂積線「下畑」バス停より徒歩すぐ

### 自動車
- 国道21号「牛牧野畑」交差点より市道を南下。
- 国道21号「下牛牧」交差点より県道172号を南下。